# Искра Йосифова
Искра Христова Йосифова е българска актриса, сценаристка и режисьорка.

## Биография
Родена е в град Червен бряг на 26 февруари 1954 г. Завършва през 1978 г. ВИТИЗ „Кръстьо Сарафов" със специалност кинорежисура.

## Филмография
Като режисьорка
- Раздвоено сърце (1993)
- Болградската гимназия (1992)
- Преселници (1991)
- Жесток и невинен (1990)
- Стената (1988)
- Любовна терапия (1987)
- Три (1986)
- Вместо завещание (1985)
- Пътешествие (1980)

Като сценаристка
- Духът и камъните (2006)
- Болградската гимназия (1992)

Като актриса
- АкаТаМус (1988)
- Мера според мера (1981), 3 серии Лека жена
- Мера според мера (1981), 7 серии Лека жена
- Трампа (1978) Третото влюбено момиче
- Авантаж (1977) Стажантка